# Palazzetto dello Sport di Imperia
Il Palazzetto dello sport è un'arena coperta di Imperia.
Viene utilizzata sia per eventi sportivi (come il basket o la ginnastica artistica), sia per spettacoli o tornei di vario genere.